# Bryantina incerta
Bryantina incerta är en spindelart som först beskrevs av Bryant 1940.  Bryantina incerta ingår i släktet Bryantina och familjen dallerspindlar.
Artens utbredningsområde är Kuba. Inga underarter finns listade.